# Beccario de' Beccaria
Beccario de' Beccaria (Pavia, ... – Pavia, 1356) è stato un politico e giurista italiano, celebre per essere stato il possessore del Manoscritto Landiano, uno dei codici più antichi riportanti la Commedia dantesca.

## Biografia
Beccario de' Beccaria, figlio di Nicoletto, si addottorò in legge, specialmente in diritto canonico, diventando poi giudice. A livello politico fu esponente del partito ghibellino italiano, diventando podestà di Monza nel 1315 per incarico di Matteo Visconti, poi di Vercelli nel 1322 ed infine, tra il 22 luglio di quell'anno e il 21 gennaio 1323, di Savona. Per la sua opposizione al papa avignonese Giovanni XXII nel 1323 fu scomunicato e quest'evento indicò la parabola discendente del Beccaria all'interno della vita politica della città ticinese. Scomunicato nuovamente nel 1328 per essersi impossessato di 60.000 fiorini d'oro di proprietà della Chiesa, fu prosciolto dal nuovo papa Benedetto XII il 1° luglio 1341. Per quanto riguarda l'evolversi della sua carriera, Beccario futra il 1325 e il 1326 podestà di Milano dove si segnalò per vivacità legislativa ed opere pubbliche; poi a Bergamo nel 1328 ed infine a Lucca nel 1329. Dopo aver svolto tale incarico in altre città del Nord Italia, nel 1336 Beccario tornò nella città natale ove visse come privato cittadino. Morì a Pavia nel 1356 e fu sepolto in cattedrale.
Oltre alla carriera politica, Beccario de' Beccaria fu anche un uomo di cultura e un appassionato collezionista di codici: fu per sua iniziativa che fu realizzato il cosiddetto Manoscritto Landiano 190 (dalla Biblioteca Landi di Piacenza ove è custodito) ad opera di Antonio da Fermo, uno dei codici più antichi contenenti la Divina Commedia di Dante.